# 槐叶蘋
槐叶蘋（学名：Salvinia natans），又稱蜈蚣蘋（臺灣話：Giâ-kang-phîng），日語稱為山椒藻（サンショウモ），屬於漂浮性的水生蕨類植物，通常在春夏時不長孢子囊，等入秋後方由繁殖器官出現，可做為藥用，这种植物广布于中国长江以南及华北、东北各地，四川更为普遍；此外越南、印度、台灣、日本和欧洲也有
，其生長在淡水的沼澤濕地，也是一種重要的環境指標生物，由於目前不少淡水的水域環境遭到過度開發或汙染，則逐漸變成一種瀕臨絕種的生物，目前全世界只有一屬十種。